# Rhododendron calophytum
Rhododendron calophytum är en ljungväxtart. Rhododendron calophytum ingår i släktet rododendron, och familjen ljungväxter.

## Underarter
Arten delas in i följande underarter:
- R. c. calophytum
- R. c. jinfuense
- R. c. openshawianum
- R. c. pauciflorum

## Bildgalleri

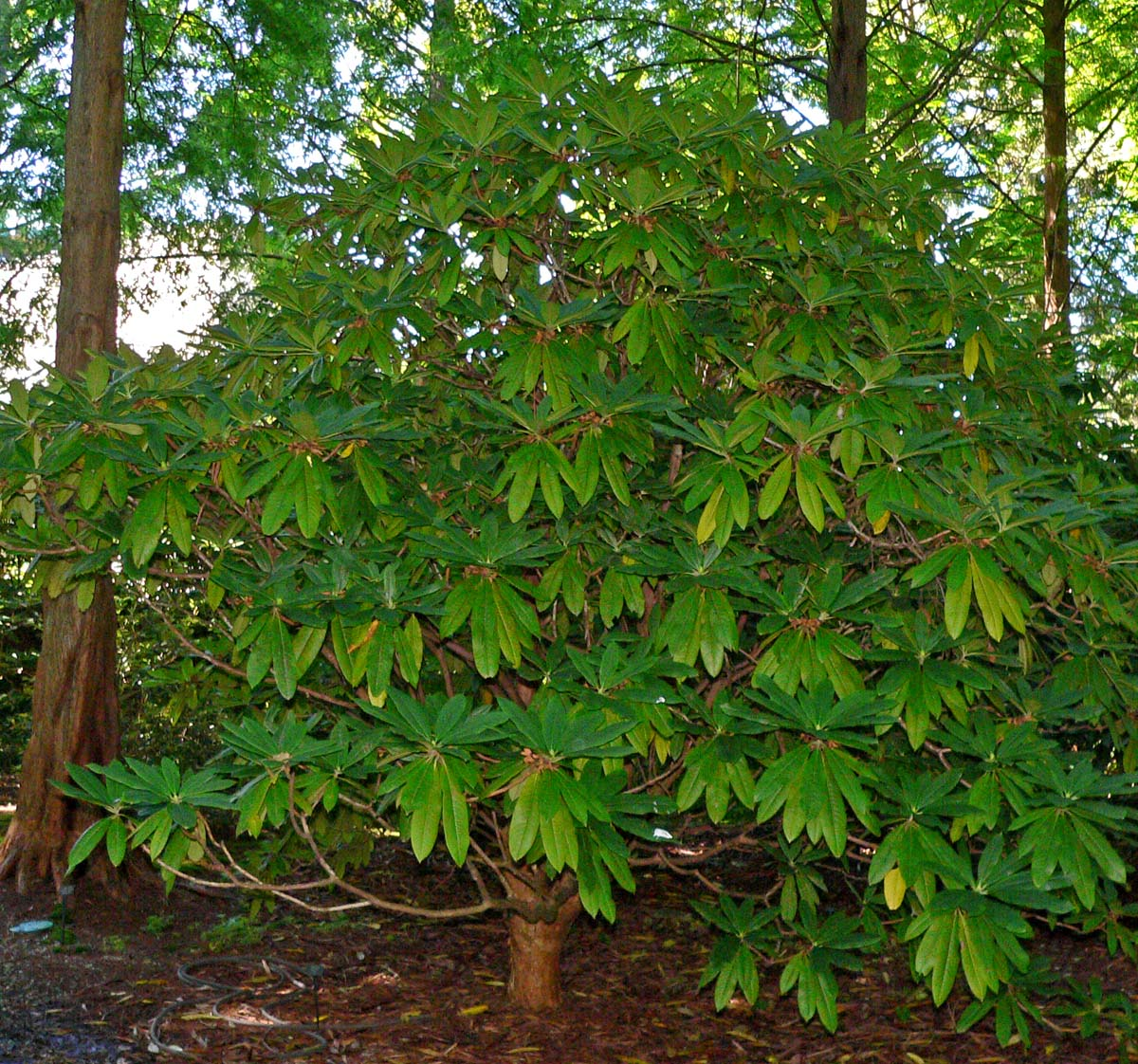
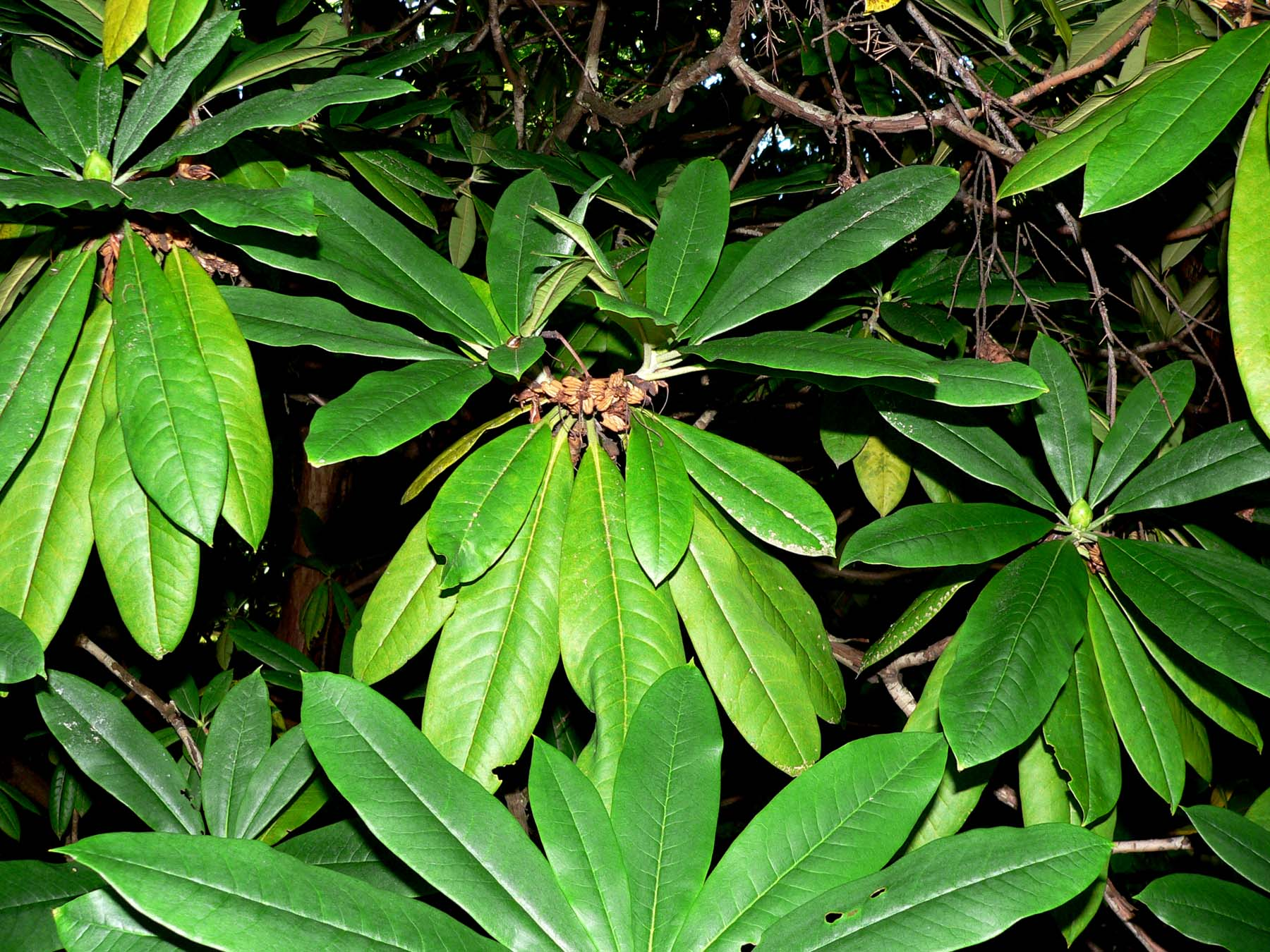
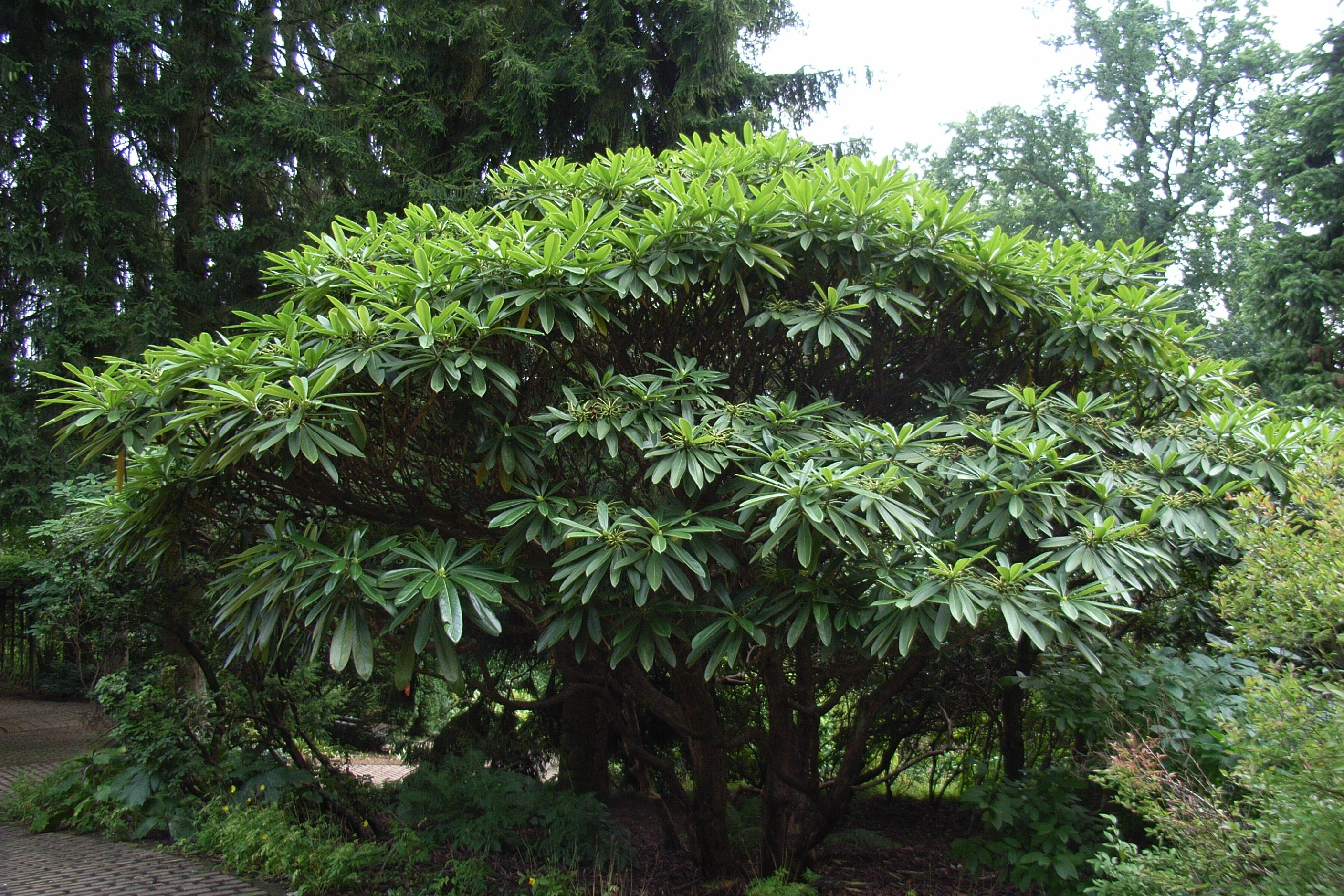